# Toubangom
Toubangom est un village de la Région du Littoral du Cameroun, situé dans la commune de Ndom. 

## Population et développement
En 1967, la population de Toubangom était de 133 habitants, essentiellement des Babimbi du peuple Bassa. La population de Toubangom était de 376 habitants dont 193 hommes et 183 femmes, lors du recensement de 2005.  